# S112 Triton II
Pour les articles homonymes, voir Triton.
Le Triton II (S-112) (Υ/Β Τρίτων II (S-112)) est un des quatre sous-marins d'attaque de la marine grecque de type 209-1100.
Ce nom fut également porté par le Triton U-5 (Υ-5 Τρίτων), de construction française, pendant la Seconde Guerre mondiale (1930–1942).

## Électronique
- 1 radar de veille surface Thomson CSF Calypso 2
- 1 sonar actif/passif d’attaque Atlas Elektronik CSU.90
- 1 sonar passif Atlas Elektronik PRS.3
- 1 contrôle d’armes Unisys Kanaris
- 1 détecteur radar Argo AR.700.S5